# راينهارت فابيش
راينهارت فابيش (بالألمانية: Reinhard Fabisch) (ولد 19 أغسطس 1950 في ألمانيا، وتوفي 12 يوليو 2008) لاعب كرة قدم سابق ومدرب كرة قدم ألماني .
بدأ مسيرته الكروية مع نادي بروسيا دورتموند في عام 1969، ولعب معهم حتى عام 1971.
بدأ مسيرته التدريبية مع منتخب كينيا لكرة القدم في عام 1987، ودرب [منتخب زيمبابوي لكرة القدم] في عام 1992، ودربهم حتى عام 1995، وفي عام 1997 عاد إلى منتخب كينيا لكرة القدم، وفي عام 2001 عاد للمرة الثالثة إلى منتخب كينيا لكرة القدم، ودربهم حتى عام 2002، وفي عام 2005 درب نادي الإمارات الإماراتي، واستمر في تدريبهم حتى عام 2007، ومنذ عام 2007 وهو يدرب منتخب بنين لكرة القدم.
توفي في 12 يوليو 2008 بسبب السرطان

## روابط خارجية
- راينهارت فابيش على موقع قاعدة بيانات كرة القدم.إي يو (الإنجليزية)
- راينهارت فابيش على موقع بيانات كرة القدم. دي إي (الألمانية)
- راينهارت فابيش على موقع عالم كرة القدم.نت (الإنجليزية)